# George Adalbert von Mülverstedt
Johann George Adalbert von Mülverstedt (Neufahrwasser, 4 luglio 1825 – Magdeburgo, 29 settembre 1914) è stato un archivista, filologo, numismatico e storico tedesco.

## Biografia
Era figlio di un ufficiale dell'esercito prussiano ed apparteneva alla piccola nobiltà feudale della Prussia Orientale; appassionato per gli studi classici, studiò al ginnasio di Tilsit e poi si laureò in filologia germanica all'Università di Königsberg; dalle finanze piuttosto povere, essendo il padre, nonostante nobile solo un capitano di fanteria, conobbe durante un viaggio a Tallinn il barone Bernhard Karl von Koehne, il maggiore esperto di numismatica e araldica tedesco, con il quale si mise in società e lo accompagnò in Russia, dove il barone era consulente scientifico del Museo dell'Ermitage di San Pietroburgo; appassionato di numismatica, oltre che di filologia, araldica e storia, si dedicò per molto tempo allo studio delle monete antiche e dei sigilli medioevali che von Koehne conservava, lasciandolo poi quando il barone si dedicò allo studio della numismatica greca con Massimiliano di Leuchtenberg.
Fu allora che il giovane numismatico si trasferì in Germania, dove si dedicò allo studio di importanti documenti storici deposti da secoli nell'archivio di Königsberg, pubblicando nel 1855 Sugli archivi della città libera reale di Königsberg, un'interessante opera che illustrava le numerose scoperte storiche di von Mülverstedt negli archivi cittadini. Verso il 1859 fu chiamato a Magdeburgo da un eminente storico, Udo Gebhard Ferdinand von Alvensleben, che lo incaricò di ricercare negli archivi di Magdeburgo numerosi documenti storici sulla sua famiglia, che era comparsa in Sassonia già dal X secolo. Tradusse inoltre con von Alvensleben il Codex Diplomaticus Alvenslebianus, del quale fu curatore e ne redasse insieme a von Alvensleben il prologo.
Nel 1857 aveva pubblicato a Berlino un importante saggio sull'araldica del Brandeburgo: Die ältere Verfassung der Landstände der Mark Brandenburg, vornehmlich im 16. und 17. Jahrundert, che lo rese noto in Germania come un grande studioso di araldica. Si dedicò per molto tempo allo studio degli archivi di Magdeburgo, traendone numerose nozioni storiche di grande interesse fino allora rimaste sconosciute; fu inoltre autore di testi storici sul Margraviato di Meißen e gettò alcune delle basi al moderno studio della filologia germanica.

## Opere
- Magdeburgisches Münzkabinett des neuen Zeitalters, 1868
- Wer durfte im Dom zu Magdeburg im Mittelalter begraben werden? Zugleich ein Beitrag zur Geschichte des Ministerialwesens im Erzstift Magdeburg, 1871
- Der abgestorbene Adel der Provinz Sachsen, ausschließlich der Altmark. In: Siebmachers großes und allgemeines Wappenbuch, Bd. VI, Abteilung 6 (2 voll.), 1874
- Der abgestorbene preußische Adel, der Provinz Preußen (Ost- und Westpreußen). In: Siebmachers großes Wappenbuch vol. VI. 4, Nürnberg 1874.
- Der abgestorbene preußische Adel, der Provinz Preußen (Ost- und Westpreußen). (Ergänzungen). In: Siebmachers großes Wappenbuch, vol. VII. 3,a, Nürnberg 1900
- Regesta Archiepiscopatus Magdeburgensis (3 voll.), 1876-1899
- Codex Diplomaticus Alvenslebianus (5 voll.), 1879–1896
- Regesta Stolbergica (curatore), Magdeburg 1885
- Geschichtliche Nachrichten von dem altpreußischen Adelsgeschlecht von Ostau, Magdeburg 1886
- Die brandenburgische Kriegsmacht unter dem Großen Kurfürsten, 1888
- Urkundenbuch zur Geschichte der Grafen von Kalckstein (2 voll.), 1904-1906
- Die Vasallen-Register und Tabellen der Hauptämter in Masuren. - Zur Geschichte masurischer Ortschaften. In: Mitteilungen der literarischen Gesellschaft Masovia, numero 11, Lötzen 1906